# Stoletovo, Plovdiv
Stoletovo (în bulgară Столетово) este un sat în comuna Karlovo, regiunea Plovdiv,  Bulgaria. 

## Demografie
Componența etnică a satului Stoletovo
     Bulgari (72,52%)
     Romi (6,25%)
     Nicio identificare (21,22%)
     Altele (0,52%)
La recensământul din 2011, populația satului Stoletovo era de 768 locuitori. Din punct de vedere etnic, majoritatea locuitorilor (72,52%) erau bulgari, cu o minoritate de romi (6,25%). Pentru 21,22% din locuitori nu este cunoscută apartenența etnică.